# 美国国家数学科学研究所

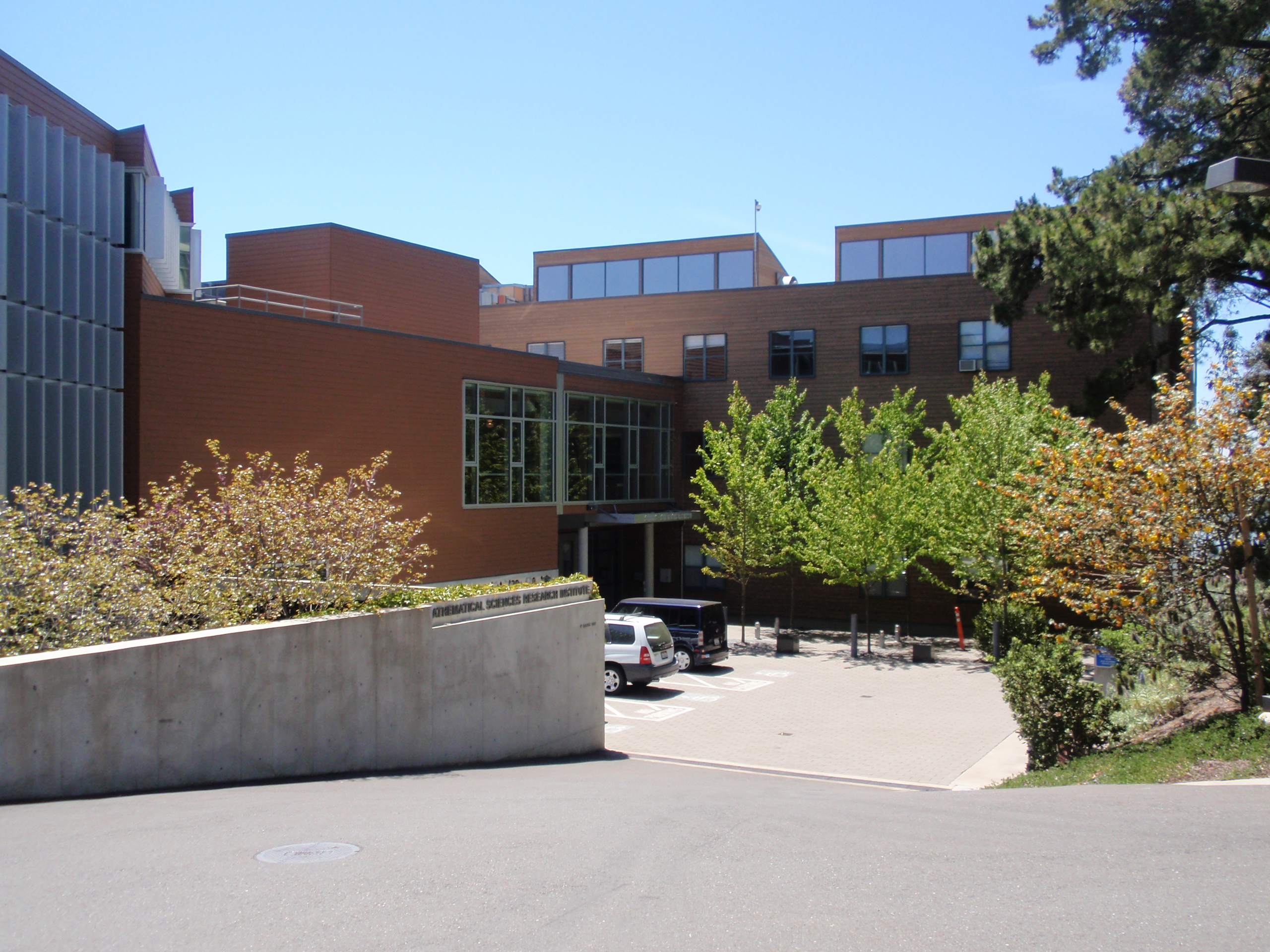
正门

美国国家数学科学研究所（英語：Mathematical Sciences Research Institute），简称MSRI（现称 SLMath ），位于美国著名高等学府加州大学伯克利分校后山，是世界最重要的数学研究中心之一。研究所每年有大约2000名数学家及相关科学家从世界各地来访研究所，包括相当数量的菲尔兹奖（数学界最高奖）得主和阿贝尔奖得主。研究所的运行经费主要来自于美国国家科学基金会，还收到世界上约100所高校和机构的资助。
1982年，在美国国家科学基金会的支持下，研究所由华裔数学大师、伯克利数学系教授陈省身等人在伯克利校园内建立，作为独立非盈利性的研究所 、旨在促进美国国家数学及相关学科的研究。创所总监为陈省身教授。1985年研究所搬迁到伯克利后山、俯瞰旧金山湾，紧邻伯克利空间科学实验室。研究所新建的主楼被命名为「陈省身楼」（Shiing-Shen Chern Hall）。

## 创立历史
1978年，美国国家科学基金会提议建立一个旨在促进美国数学研究的研究所。同年，陈省身、艾沙道尔·辛格及卡尔文·C·辛格等加州大学伯克利分校数学教授向美国国家科学基金会申请在加州大学伯克利分校建立美国国家数学科学研究所 。1981年，陈省身等人的提案获批；1982年9月，美国国家数学科学研究所在伯克利校园内正式成立，陈省身教授担任首任总监。
1985年研究所搬迁到伯克利校园后山，紧邻伯克利空间科学实验室，研究所新建的主楼被命名为“陈省身楼（Shiing-Shen Chern Hall）” 。

## 声誉现状
美国国家数学科学研究已成为世界最重要的数学研究中心之一，通过一个由10位世界顶尖数学家组成的委员会治理 ，研究所的运行经费主要来自于美国国家科学基金会 。研究所的主要研究人员包括研究教授、研究员和博士后研究员等。每年有大约2000名数学家或相关科学家从世界各地到访研究所，包括相当数量的菲尔兹奖得主和阿贝尔奖得主。
为了促进数学教育，研究所提供暑期研究生课程和本科生课程，以及初中生、高中生等数学学习项目。此外，研究所把举办过的演讲录影后上载互联网，供公众免费观看。

## 历任总监
| 名字                                    | 担任时间  | 资历                                                                                                 | 图象 |
| --------------------------------------- | --------- | --- | ---- |
| 陈省身                                  | 1982-1984 | 数学大师、现代微分几何之父、原美国数学学会副会长，曾担任伯克利以及芝加哥大学数学系教授               |      |
| 厄文·卡普兰斯基 Irving Kaplansky        | 1984-1992 | 原美国数学学会会长、原芝加哥大学数学系主任、著名代数学家，毕业于哈佛大学（1941年博士）               |      |
| 威廉·瑟斯顿                             | 1992-1997 | 菲尔兹奖获得者、著名拓扑学家，曾任教于普林斯顿大学、伯克利以及康奈尔大学，毕业于伯克利（1972年博士） |      |
| 大卫·艾森布德 David Eisenbud （第一次） | 1997-2007 | 原美国数学学会会长、著名代数几何学家，任教于伯克利，毕业于芝加哥大学（1970年博士）                   |      |
| 罗伯特·布莱恩特 Robert Bryant           | 2007-2013 | 原美国数学学会会长、著名几何学家，曾任教于杜克大学和伯克利，毕业于北卡罗来纳大学（1979年博士）       |      |
| 大卫·艾森布德 David Eisenbud （第二次） | 2013-至今 | 原美国数学学会会长、著名代数几何学家，任教于伯克利，毕业于芝加哥大学（1970年博士）                   |      |